# Emil Vett
Lemming Emil Valentinus Vett (udtales [fæt]) (7. november 1843 i Rødby – 18. februar 1911 i København) var en dansk handelsmand og industridrivende, medgrundlægger af Magasin du Nord.
Hans far Julius Theodor Vett var læge, moren var Karen Petrine født Bjørn. Efter endt skolegang kom han i lære i datidens største provins-hvidevareforretning, C.B. Christensen i Århus. I denne forretning blev han ud over sine læreår, han nåede endog til en tid at bestyre den selvstændig, og da chefen døde, var der tale om et kompagniskab med sønnen. Planerne herom blev dog ikke realiserede. Vett fik plads i en anden forretning i Århus, en modeforretning, men kun for kortere tid, thi 1868 etablerede han sammen med Theodor Wessel en selvstændig forretning i Århus, og han blev herefter yderligere kompagnon i de forretninger, der nu under firmaet Th. Wessel & Co. også stiftedes i Aalborg, Odense og København. Men først 1876 flytter han selv fra Århus til København, hvor kompagniskabets forretning under firmaet Th. Wessel & Vett hurtig voksede til det i Danmark enestående Magasin du Nord. Kompagnonerne udfyldte hinanden på en fortrinlig måde; var initiativet ofte Wessels, var den store detailkundskab Vetts, og han har også sin væsentlige andel i de betydelige industrielle virksomheder, der startedes af firmaet. I 1899 omformede kompagnonerne deres store virksomhed til et aktieselskab, hvis direktion de overgav til yngre kræfter, medens de selv tog sæde i selskabets bestyrelse. 

## Andre hverv
Vett var fra 1885 i en årrække handelskyndigt medlem af Sø- og Handelsretten. Han var også bestyrelsesmedlem i den 1901 stiftede Nationalforeningen til Tuberkulosens Bekæmpelse og medstifter af Foreningen Friskolebørns Asyler. 

## Familie
Vett blev gift den 27. april 1870 i Århus med Caroline Adolfine  Langballe, datter af fabriksejer Carl Christian Langballe og Hansine Pallisen.
Ægteparret boede i en villa i den mondæne Kristianiagade 7 i København, tegnet af Johan Schrøder og opført 1897-98, og havde også en sommerbolig i Taarbæk tegnet af samme arkitekt.
Familien flyttede senere til København hvor de boede i forskellige lejligheder på et fashionabelt kvarter i Bredgade. 
Vett blev Ridder af Dannebrog 1896, Dannebrogsmand 1908 og modtog Fortjenstmedaljen i guld 1909. Han er afbildet på P. S. Krøyers maleri Fra Københavns Børs og begravet på Taarbæk Kirkegård.

## Eftermæle
En gade i Århus er opkaldt efter Emil Vett. Den hedder Emil Vetts Passage og benyttes primært af bybusserne, den skaber forbindelse mellem Busgade-forløbet og Klostertorv og passerer forbi "bagsiden" af Magasin. Gaden udtales ofte forkert, [vet] i stedet for [fæt] af buschaufførerne ved annoncering af stoppestedet i gaden.